# Lanfranco da Oriano
Lanfranco da Oriano, latinizzato come Lanfrancus de Oriano (Oriano, 1398 circa – Brescia, 1488), è stato un giurista italiano del XV secolo.
Fu giureconsulto e professore di diritto a Padova; scrisse apprezzate opere sul diritto processuale.

## Biografia

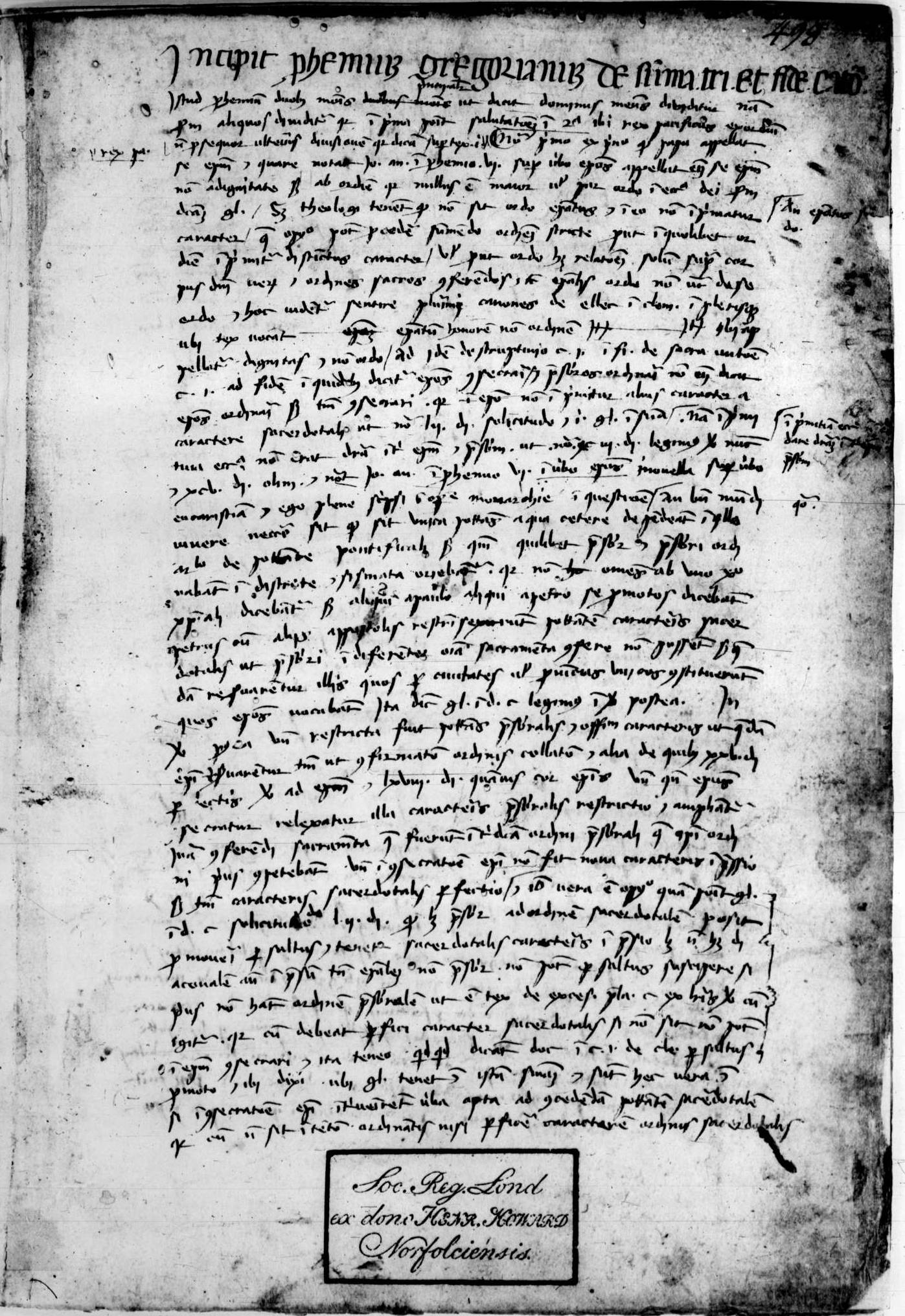
Repetitio ad D. 12.2.31, manoscritto, XV secolo.

Nacque intorno al 1398 a Brescia, più precisamente a Oriano.
Studiò probabilmente a Pavia, dove fu allievo di Pietro Besozzi, conseguendo il dottorato in utroque iure.
Nel 1450 circa era a Padova, dove ricoprì incarichi pubblici, iniziando al contempo a insegnare all'università. Nel 1455 si trasferì per breve tempo a Trento per ricoprire la carica di podestà. Si trasferì subito dopo a Ferrara, dove fu docente straordinario di diritto canonico all'università tra il 1456 e il 1457; ritornò quindi a Padova per insegnare la stessa materia dal 1459 al 1463.
I numerosi trattati scritti da Lanfranco da Oriano spaziano dal diritto civile al diritto canonico, con un particolare interesse per il diritto processuale.
Morì nel 1488 a Brescia, dove aveva trascorso l'ultima parte della sua vita, venendo sepolto nella cattedrale cittadina.

## Opere
- (LA) De arbitris, [Roma], Sixtus Riessinger, [circa 1474-1475].
- (LA) London, British Library, Arundel MS, Arundel498.
- (LA) Repetitiones, [Köln], impresse diligenter per me Johannem Koelhoff de Lubeck Colonie ciuem, 1488.
- (LA) Practica iudiciaria, Lyon, 1538.

### Manoscritti
- Repetitio ad D. 12.2.31, XV secolo, London, British Library, Arundel MS, Arundel 498,  ff. 114-131.